# Andrei Mizúrov
Andrei Mizúrov (en rus: Андрей Мизуров) (Karaganda, 16 de març de 1973) és un ciclista kazakh, professional del 1999 al 2014.
Múltiple campió nacional, tant en ruta com en contrarellotge. Vencedor de la primera edició de l'UCI Àsia Tour.

## Palmarès
- 1991
  - 1r al Giro della Lunigiana
- 1995
  - Campió d'Àsia en contrarellotge
- 1997
  - 1r al Tour de Croàcia
  - 1r al Tour de l'Azerbaidjan
- 1999
  - Campió d'Àsia en contrarellotge
- 2001
  -  Campió del Kazakhstan en ruta
- 2002
  -  Campió del Kazakhstan en contrarellotge
- 2004
  -  Campió del Kazakhstan en ruta
  - Vencedor d'una etapa a la Volta al llac Qinghai
- 2005
  - 1r a l'UCI Àsia Tour
  - 1r a la Volta a la Xina i vencedor d'una etapa
  - 1r a la Volta a la Independència Nacional i vencedor d'una etapa
  - 1r al Gran Premi Jamp
  - Vencedor d'una etapa a la Volta al Japó
- 2006
  -  Medalla d'or als Jocs Asiàtics de Doha en Contrarellotge per equips (amb Ilya Chernyshov, Alexandr Dymovskikh i Dmitri Grúzdev)
  -  Medalla de bronze als Jocs Asiàtics de Doha en Contrarellotge individual
  - Vencedor de 3 etapes al Tour de Guadalupe
- 2008
  -  Campió del Kazakhstan en contrarellotge
- 2009
  -  Campió del Kazakhstan en contrarellotge
  - 1r a la Volta al llac Qinghai i vencedor d'una etapa
  - 1r al Tour de Java oriental i vencedor d'una etapa
- 2010
  - Campió d'Àsia en contrarellotge
  -  Campió del Kazakhstan en contrarellotge
  - 1r al Tour de Kumano
  - Vencedor d'una etapa al Tour de l'Azerbaidjan
- 2011
  -  Campió del Kazakhstan en ruta
- 2013
  -  Campió del Kazakhstan en contrarellotge

### Resultats al Giro d'Itàlia
- 2007. 21è de la classificació general
- 2008. 66è de la classificació general

### Resultats a la Volta a Espanya
- 2011. 59è de la classificació general